# Opatkowice (Proszowice)
Pour les articles homonymes, voir Opatkowice.
Opatkowice est une localité polonaise de la gmina et du powiat de Proszowice en voïvodie de Petite-Pologne.